# Holtermannia pinguis
Holtermannia pinguis är en svampart som först beskrevs av Carl Holtermann, och fick sitt nu gällande namn av Sacc. & Traverso 1910. Holtermannia pinguis ingår i släktet Holtermannia och familjen Tremellaceae.   Inga underarter finns listade i Catalogue of Life.